# Индустријска зона Форначи (Терни)
Индустријска зона Форначи је насеље у Италији у округу Терни, региону Умбрија.
Према процени из 2011. у насељу је живело 7 становника. Насеље се налази на надморској висини од 313 м.